# Een stem in de nacht
Een stem in de nacht is een hoorspel van Wolfgang Graetz. Eine Stimme in der Nacht werd op 10 september 1963 uitgezonden door de Sender Freies Berlin. Thérèse Cornips vertaalde het en de NCRV zond het uit op vrijdag 5 januari 1968. De regisseur was Wim Paauw. Het hoorspel duurde 57 minuten.

## Rolbezetting
- Erik Plooyer (Finck)
- Floor Koen (agent)
- Robert Sobels (officier van justitie)
- Tom van Beek (luitenant)
- Jan Wegter (sergeant)
- Piet Ekel (lid van de krijgsraad te velde)
- Harry Bronk (korporaal)
- Gijsbert Tersteeg (advocaat-fiscaal bij het Hoog Militair Gerechtshof)
- Frans Somers (president)
- Hans Karsenbarg (Bonhoff)
- Frans Vasen (Lemmert)
- Corry van der Linden (Ika)
- Jan Borkus (Zaremba)
- Jan Wegter (tweede agent)
- Bert Dijkstra (inspecteur van de recherche)
- Trudy Libosan (een kamermeisje)

## Inhoud
Finck is in de voormiddag leerling, in de namiddag rekruut, 's nachts hulpkracht bij het afweergeschut. Hij is oud genoeg om zich te laten doodschieten, maar niet oud genoeg om sigaretten te roken. Zo worden ook de sigaretten van een Belg hem bijna noodlottig. Zijn luitenant ontdekt bij een inspectie van zijn plunjezak de rookwaren, maar hij ontdekt ook een pistool en een notitieboekje vol anti-grapjes. De jongen komt in de legergevangenis en er hangt hem een aanklacht wegens landverraad boven het hoofd. Finck voelt zich als hoofdfiguur in een spionagefilm. De jongen die hem verklikte, denkt dat hij een held is. Voor het gerecht brengt het verwarde gestamel van de kroongetuige de vrijspraak voor Finck.